# Cargê
Carlos Geraldo da Silva, mais conhecido como Cargê (Porto Alegre, 1946 - Caxias do Sul, 06 de março de 2020) foi um baixista, guitarrista, pianista, cantor, compositor e maestro. Participou das bandas de apoio de Roberto Carlos, Gal Costa, Elis Regina, Djavan e Tim Maia, além de ter participado da formação original da banda de rock paulistana Casa das Máquinas, com quem gravou dois discos: o primeiro autointitulado, de 1974; e Lar de Maravilhas, de 1975.

## Vida pessoal
O músico teve dois filhos: Carlos Geraldo da Silva Júnior e uma filha. Interrompeu a carreira em 1981 para morar na Itália, onde ficou por 22 anos. Ao voltar para o Brasil, passou a residir em Caxias do Sul. Em 2019, após descobrir que sofria de câncer no pâncreas, passou a tratar-se para a doença. Acabou precisando ser internado em janeiro de 2020, mas veio a morrer em 6 de março daquele ano.

## Carreira
Iniciou sua carreira em 1965, ainda na adolescência, participando da banda gaúcha Brazilian Beatles. Nesta época, conheceram Roberto Carlos e receberam convite para se apresentar no programa Jovem Guarda, mas a maioria dos integrantes foi contra sair da capital gaúcha. Na sequência, muda-se para São Paulo e passa a trabalhar como músico de apoio para Wanderléa e Roberto Carlos. Na década seguinte, passa a acompanhar artistas de outros gêneros, como Gal Costa, Elis Regina, Djavan e Tim Maia. Em 1974, recebe convite para fazer parte da banda de rock Casa das Máquinas e tem uma canção sua gravada pelos Originais do Samba. Com a banda paulistana, grava dois discos: o primeiro autointitulado, de 1974; e Lar de Maravilhas, de 1975. Com a saída do grupo, continua acompanhando artistas da MPB até 1981.
Após voltar ao Brasil, em 2003, passa a residir em Caxias do Sul, onde trabalhou como pianista em bares locais.

## Discografia
Discografia dada pelo Discogs.

### Com o Casa das Máquinas
- 1974 - Casa Das Máquinas (Som Livre)
- 1975 - Lar de Maravilhas (Som Livre)
- 2000 - Pérolas (Som Livre)

### Outros
- 1995 - É o Tchan (PolyGram, através do selo Polydor
- 1996 - Na Cabeça e na Cintura (PolyGram, através do selo Polydor)
- 1997 - É o Tchan do Brasil (PolyGram, através do selo Mercury)